# نکروپولیس تبای
نکروپولیس تبای (انگلیسی: Theban Necropolis؛ عربی: مدينة طيبة الجنائزية)، نکروپولیسی یا محوطه‌ای باستانی در ساحل غربی نیل، روبه‌روی تبای (اقصر) در مصر علیا است. از این محوطه برای مراسمات تدفین دورهٔ فرعونی مصر باستان به‌خصوص پادشاهی نوین استفاده می‌شده است.